# Levski Peak
Der Levski Peak (englisch; bulgarisch връх Левски wrach Lewski) ist ein 1430 m hoher Berg auf der Livingston-Insel im Archipel der Südlichen Shetlandinseln. Am westlichen Ausläufer des Levski Ridge in den Tangra Mountains ragt er östlich des Shipka Saddle, 2 km östlich des Lyaskovets Peak und 2,15 km westlich des Great Needle Peak auf. Der Huron-Gletscher liegt nördlich und der Macy-Gletscher südlich von ihm.
Bulgarische Wissenschaftler nahmen zwischen 1995 und 1996 Vermessungen. Die bulgarische Kommission für Antarktische Geographische Namen benannte ihn 2002 nach dem bulgarischen Freiheitskämpfer Wassil Lewski (1837–1873).